# 貓鼬 (小說)

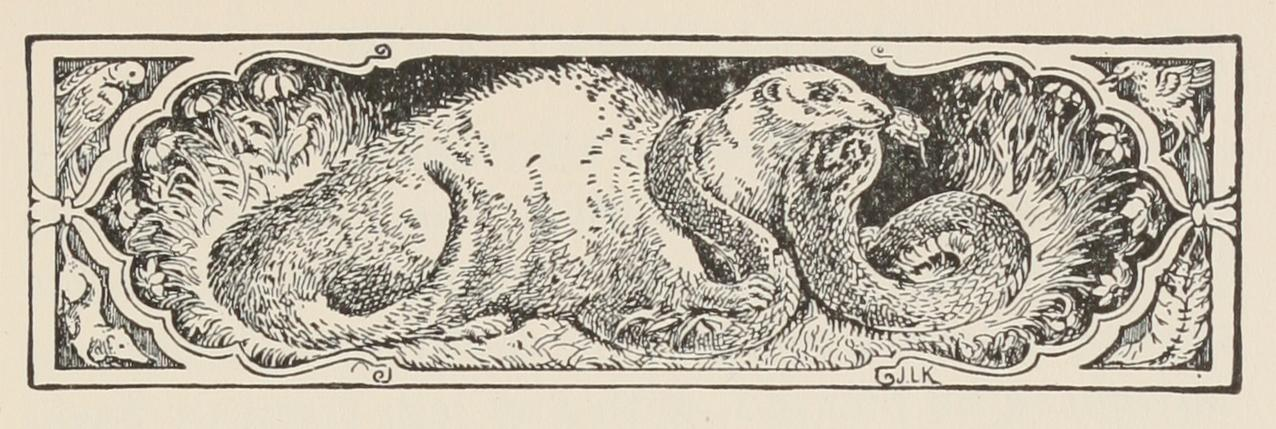
《貓鼬》主角的插圖

《貓鼬》（英語：Rikki-Tikki-Tavi）是收錄於1894年英國小說家魯德亞德·吉卜林的短篇小說集《叢林奇譚》中的短篇故事，講述了一隻勇敢的年輕印度灰貓鼬瑞奇·蒂奇·塔維（英語:Rikki-Tikki-Tavi；簡稱瑞奇）的冒險故事。 
它經常被選入選集，並多次以短篇書籍形式出版。《五卷書》（英語:Panchatantra）是古代印度的故事集。其中第五卷包含了貓鼬與眼鏡蛇的故事，這成為《貓鼬》故事的靈感來源。

## 情節
在一場猛烈的季節性雷暴後，一隻名為瑞奇·蒂奇·塔維（源自他的聲音）的印度貓鼬被居住在印度的英國家庭收養為寵物，因為他們救了他免於溺水。瑞奇與居住在花園中的其他動物建立了友好的關係。然而，一對名為納格（雄性）和納蓋娜（雌性）的印度眼鏡蛇因為這個人類家庭的出現佔據了牠們的領地而感到憤怒，並在初次見到瑞奇時，將他視為威脅。瑞奇起初感到害怕，但很快學會了貓鼬的天職是追蹤並殺死任何牠能找到的蛇。在短暫的衝突後，瑞奇成功趕走了牠們。同一天，一條名叫卡雷特的棕灰色小蛇威脅要咬這家人的孩子泰迪。這讓瑞奇非常憤怒，並與卡雷特對峙，不知這條小蛇和眼鏡蛇一樣毒，而且速度更快。儘管有風險，瑞奇最終戰勝並殺死了這條蛇，救了孩子，並將被殺的蛇呈獻給泰迪的父親，以證明他的勝利。
當晚，瑞奇聽到納格和納蓋娜計劃殺死這家人，從而佔據房子為牠們的幼蛇提供棲身之地，並趕走瑞奇。納格在黎明前潛入浴室準備伏擊，然而瑞奇先發制人，從黑暗中的花瓶上伏擊納格。隨後的搏鬥驚醒了家人，泰迪的父親用獵槍擊斃了納格，而瑞奇則咬住掙扎的雄性眼鏡蛇的頭罩。
次日清晨，悲痛欲絕的納蓋娜試圖向這家人復仇，在他們吃早餐時將他們逼到陽台角落。然而，長尾縫葉鶯達西的妻子（達西正在唱納格之死的歌）分散了納蓋娜的注意力，而瑞奇摧毀了眼鏡蛇尚未孵化的一窩蛋，只留下了一顆。他將這顆蛋帶到門廊，而此時納蓋娜正威脅要咬泰迪，而他的父母則無助地看著。瑞奇憤怒地與納蓋娜對峙，並將她引離家人，給了泰迪的父親足夠的時間將孩子帶走並保護他。瑞奇隨後揭示，是他在泰迪的父親開槍之前制服了納格。
在激烈的戰鬥中，納蓋娜取回了她的蛋並試圖逃回她的巢穴，但瑞奇從屋內追擊她直到她的地下蛇窩，最終在蛇窩中擊殺了她。儘管極少有貓鼬敢進入蛇窩，因為這樣會讓蛇佔據過多優勢。達西誤以為瑞奇已死，悲痛地唱起了哀歌。幾分鐘後，瑞奇從洞穴中勝利而出，宣告納蓋娜已死，再也不會出現。達西隨即將哀歌轉為歡欣的歌聲。在這場威脅被消除後，瑞奇將自己的生命奉獻給守護這座花園，從此再也沒有蛇敢在花園內露頭。

## 改編
導演Alexandra Snezhko-Blotskaya於1965年在蘇聯的Soyuzmultfilm電影工作室拍攝了這個故事的動畫短片，片名為《Рикки-Тикки-Тави》（《Rikki-Tikki-Tavi》）。十年後，查克·琼斯（英語：Chuck Jones)在美國將其改編為半小時的電視特別節目，由Orson Welles擔任旁白並為納格配音。 同年，Aleksandr Juridic 和 Nan Nashville 導演了一部真人電影，名為《Rikki-Tikki-Tavi》。
在動畫《森林王子 少年毛克利》中，瑞奇·蒂奇·塔維是一個配角，是一個印度家庭的寵物，也是他們的英雄保護者。
在CGI系列《叢林奇譚》中，瑞奇·蒂奇·塔維偶爾出現，並且是毛克利的朋友。
1997年，Jerry Pinkney將這個故事改編成繪本。

## 外部連結
- 叢林之書 – 瑞奇·蒂奇·塔維 （页面存档备份，存于）
- LibriVox中的公有领域有声书《瑞奇-提奇-塔維》